# The Female Tatler
The Female Tatler – jedno z pierwszych czasopism przeznaczonych wyłącznie dla kobiet i pierwsze wydawane przez całkowicie kobiecy zespół.
Był wydawany zaledwie przez niecały rok pomiędzy 1709 i 1710 rokiem. Twórczynią gazety była Mary de La Rivière Manley, która została także jego redaktorką. Pod koniec 1709 roku gazeta stała się obiektem ataku konserwatywnych środowisk Londynu, które zareagowały na krytykę ze strony magazynu. Pismo objęto od listopadowego numeru cenzurą, co spowodowało odejście Manley, a w kilka miesięcy później zamknięcie gazety, która utraciła swoją wyrazistość i w efekcie zainteresowanie czytelniczek. 